# Rio Jacuizinho
Le rio Jacuizinho (littéralement « Jacuizinho » peut se traduire par « petit Jacui ») est un cours d'eau brésilien de l'État du Rio Grande do Sul.

## Géographie
Il s'agit d'un affluent du rio Jacuí, d'où son nom.
Sa longueur est de 178 km.